# Robert Carlyle
Robert Carlyle, född 14 april 1961 i Maryhill i Glasgow, är en brittisk (skotsk) skådespelare.
Carlyle har tilldelats utmärkelsen OBE (Officer of the Order of the British Empire) av drottning Elizabeth II och spelade bland annat doktor Nicholas Rush i TV-serien Stargate Universe.

## Filmografi (urval)
- 1990 – Silent Scream
- 1991 - Riff raff
- 1994 – Priest
- 1996 – Trainspotting
- 1997 - Carla's song
- 1997 – Allt eller inget
- 1999 – Ravenous
- 1999 – Världen räcker inte till
- 1999 – Ängeln på sjunde trappsteget
- 2000 – The Beach
- 2000 – Det finns bara en Jimmy Grimble
- 2001 – To End All Wars
- 2001 – The 51st State
- 2002 – Black and White
- 2003 – Hitler - Ondskans natur
- 2006 – Eragon
- 2006 – Flood
- 2007 – 28 veckor senare
- 2008 – 24: Redemption
- 2009 – The Tournament
- 2009–2011 – Stargate Universe (TV-serie)
- 2011–2017 – Once Upon a Time (TV-serie)
- 2012 – California Solo [2]
- 2017 – T2 Trainspotting
- 2019 – Yesterday
- 2020 – Cobra (TV-serie)
- 2025 – Toxic Town (TV-serie)